# Licha cicatrix
Licha cicatrix är en fjärilsart som beskrevs av Felder 1874. Licha cicatrix ingår i släktet Licha och familjen nattflyn. Inga underarter finns listade i Catalogue of Life.